# Maxime Kalinsky
Pour les articles homonymes, voir Kalinsky.
Maxime Kalinsky, né le 7 janvier 1931 à Paris et mort le 16 novembre 1995 à Béziers, est un homme politique français. Il a été député communiste du Val-de-Marne de 1973 à 1981.

## Détail des fonctions et des mandats
Mandat parlementaire
- 11 mars 1973 - 22 mai 1981 : Député du Val-de-Marne

Conseiller général
- 1967-1976 : membre du conseil général du Val-de-Marne (élu dans le canton de Villeneuve-le-Roi)

Maire
- 1965-1978 : maire de Villeneuve-le-Roi

## Distinctions
- Médaille de la jeunesse, des sports et de l'engagement associatif, bronze